# MS Herald of Free Enterprise
El MS Herald of Free Enterprise fue un ferry británico de carga y descarga (Ro-Ro) que zozobró y se hundió momentos después de salir del puerto belga de Zeebrugge en la noche del 6 de marzo de 1987, lo que tuvo como consecuencia la muerte de 193 pasajeros y tripulantes.
El ferry de ocho pisos para automóviles y pasajeros era propiedad de Townsend Thoresen, diseñado para carga y descarga rápidas en la ruta competitiva entre canales, y no tenía compartimentos estancos. El barco salió del puerto con la puerta de proa abierta y el mar inundó inmediatamente las cubiertas; en cuestión de minutos, estaba acostada de costado en aguas poco profundas. Se descubrió que la causa inmediata del vuelco fue la negligencia del contramaestre asistente, que estaba dormido en su camarote cuando debería haber estado cerrando la puerta de proa. Sin embargo, la investigación oficial culpó más a sus supervisores y a una cultura general de mala comunicación en Townsend Thoresen. El buque fue reflotado, puesto a la venta y vendido a la naviera SA Kingstown el 30 de septiembre de 1987, rebautizado Flushing Range. Fue llevado a Taiwán el 22 de marzo de 1988 para ser desguazado.
Desde el desastre, se han realizado mejoras en el diseño de las embarcaciones RO-RO, con rampas estancas, indicadores que muestran la posición de las puertas de proa y prohibición de cubiertas indivisas.

## Diseño y construcción

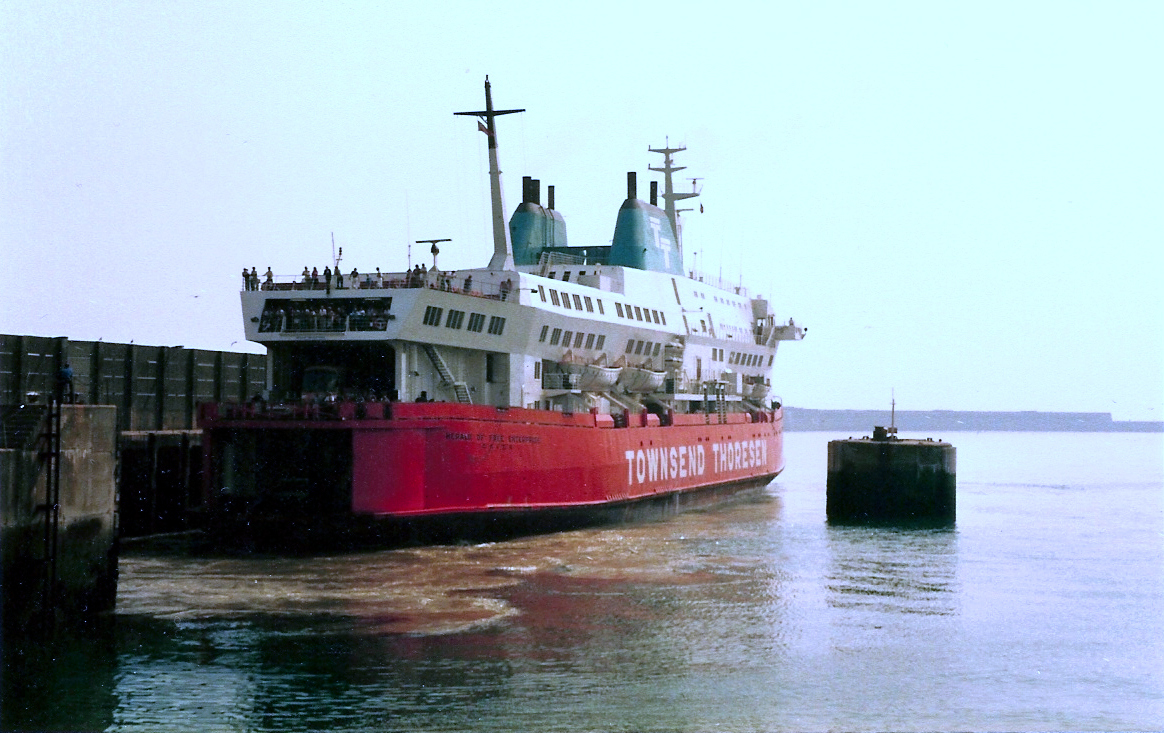
El MS Herald of Free Enterprise en 1984.

A finales de la década de 1970, Townsend Thoresen encargó el diseño y la construcción de tres nuevos barcos idénticos para su ruta Dover - Calais para su entrega a partir de 1980. Los barcos se marcaron la clase Spirit y se llamaron: Spirit of Free Enterprise , Herald of Free Enterprise y Pride of Free Enterpise. El nombre "Free Enterprise" data de los transbordadores pioneros del sector privado de Townsend Car Ferries, introducidos en 1962. [3] Herald of Free Enterprise comenzó su servicio activo el 29 de mayo de 1980.
Para seguir siendo competitivo con otros operadores de transbordadores en la ruta, Townsend Thoresen necesitaba barcos diseñados para permitir una carga y descarga rápida y una aceleración rápida. Los barcos comprendían ocho cubiertas numeradas de la A a la H de arriba a abajo, que contenían lo siguiente: 
Cubierta A: alojamiento de la tripulación y sala de radio.
Cubierta B: áreas de pasajeros, alojamiento de la tripulación y cocina
Cubierta C: áreas de pasajeros y cocina
Plataforma D: plataforma para vehículos suspendida dentro de la plataforma E
E-deck: piso superior del vehículo
Cubierta F: nivel de entresuelo
Cubierta G: cubierta principal del vehículo
Cubierta H: salas de máquinas, almacenes y alojamiento de pasajeros
La carga de vehículos en la cubierta G se realizó a través de puertas estancas en proa y popa. La caseta del timón estaba colocada en el extremo de proa, y el barco tenía puertas de concha en lugar de levantar una puerta de visera, lo que dificultaba ver las puertas de proa. La carga de vehículos en la cubierta E y la cubierta F se realizó a través de una puerta hermética en la proa y un portal abierto en la popa. Los vehículos se podían cargar y descargar en las cubiertas E y G simultáneamente, utilizando los links de doble cubierta que se utilizan en Dover y Calais.
Los barcos fueron construidos por Schichau-Unterweser AG en Bremerhaven , Alemania. La potencia propulsora se obtuvo mediante tres motores diésel Sulzer de velocidad media de 12 cilindros y 8.000 CV que accionaban hélices de paso variable. [9] Las puertas de proa de la cubierta del vehículo fueron construidas por Cargospeed , Glasgow , Escocia.

## Accidente de marzo de 1987

### Antecedentes
El día que el ferry zozobró, el Herald of Free Enterprise estaba trabajando en la ruta entre Dover y el puerto belga de Zeebrugge. Esta no era su ruta normal y el linkpan en Zeebrugge no había sido diseñado específicamente para los buques de la clase Spirit : ella usaba una sola cubierta, evitando la carga simultánea de las cubiertas E y G, y la rampa no se podía elevar lo suficiente para llegar a la cubierta E. Para compensar esto, se llenaron los tanques de lastre de proa del barco.  El asiento natural del barco no se restauró después de la carga. Si el Herald of Free Enterprise hubiera sobrevivido, habría sido modificado para eliminar la necesidad de este procedimiento.
Era una práctica normal que el contramaestre ayudante cerrara las puertas antes de que se echaran los amarres. Sin embargo, el contramaestre asistente, Mark Stanley, había regresado a su camarote para un breve descanso después de limpiar la cubierta del automóvil al llegar, y todavía estaba dormido cuando sonó la llamada de las estaciones del puerto y el barco dejó caer sus amarres. Se requirió que el primer oficial, Leslie Sabel, permaneciera en cubierta para asegurarse de que las puertas estuvieran cerradas.Sabel dijo que pensó que vio acercarse a Stanley. Resultó gravemente herido en el desastre y el tribunal concluyó que sus pruebas eran inexactas. Se cree que, bajo presión para llegar a su estación portuaria en el puente, había dejado la cubierta G con las puertas de proa abiertas con la expectativa de que Stanley llegaría pronto. 
El tribunal también describió la actitud del contramaestre Terence Ayling, que se cree que fue la última persona en la cubierta G.  Cuando se le preguntó por qué no cerraba las puertas dado que no había nadie más allí para hacerlo, dijo que no era su deber.  No obstante, el tribunal elogió su trabajo en el rescate. 
El capitán David Lewry supuso que las puertas se habían cerrado ya que no podía verlas desde la timonera debido al diseño del barco, y no tenía luces indicadoras en la timonera.

### Hundimiento
El barco partió de su atracadero en el puerto interior de Zeebrugge a las 18:05 (GMT) con una tripulación de 80 personas y transportaba a 459 pasajeros, 81 automóviles, tres autobuses y 47 camiones. Pasó el lunar exterior a las 18:24 (GMT) y volcó unos cuatro minutos después.  Cuando el ferry alcanzó los 18,9 nudos (35,0 km / h; 21,7 mph) 90 segundos después de salir del puerto, el agua comenzó a entrar en la cubierta del vehículo en grandes cantidades. El efecto de superficie libre resultante destruyó su estabilidad. En cuestión de segundos, el barco comenzó a inclinarse 30 grados hacia babor. El barco se enderezó brevemente antes de inclinarse hacia el puerto una vez más, esta vez zozobra. Todo el evento tuvo lugar en 90 segundos.  El agua alcanzó rápidamente los sistemas eléctricos del barco, destruyendo tanto la energía principal como la de emergencia y dejando el barco en la oscuridad.  El barco terminó de costado medio sumergido en aguas poco profundas a 1 kilómetro (0,5 millas náuticas; 0,6 millas) de la costa. Solo un giro fortuito a estribor en sus últimos momentos, y luego volcar en un banco de arena , evitó que el barco se hundiera por completo en aguas mucho más profundas. 
La tripulación a bordo de una draga cercana notó que las luces del Herald of Free Enterprise desaparecían y notificó a las autoridades portuarias. También informaron que las puertas de proa parecían estar abiertas de par en par.  La alarma se dio a las 19:37 hora local (18:37 GMT).  Rápidamente se enviaron helicópteros de rescate, seguidos poco después de la asistencia de la Armada belga , que estaba realizando un ejercicio en la zona. Wolfgang Schröder , el capitán alemán de un ferry cercano,  fue elogiado por la Primera Ministra Margaret Thatcher y recibió una medalla del Rey Balduino de Bélgica por sus heroicos esfuerzos para rescatar a los pasajeros. 
El desastre provocó la muerte de 193 personas. Muchos de los que iban a bordo habían aprovechado una promoción en el periódico The Sun que ofrecía viajes económicos al continente. La mayoría de las víctimas quedaron atrapadas dentro del barco y sucumbieron a la hipotermia debido al agua helada. Los esfuerzos de rescate de los buzos de la Armada belga y la Royal Navy limitaron el número de muertos. Los cuerpos recuperables fueron retirados en los días posteriores al accidente. Durante el rescate la marea comenzó a subir y el equipo de rescate se vio obligado a detener todos los esfuerzos hasta la mañana. La última de las personas que quedaron a bordo murió de hipotermia.

## Investigación e indagación
En 1987 se llevó a cabo un tribunal de investigación público sobre el incidente bajo el mando del juez británico Sheen. Se encontró que el vuelco fue causado por tres factores principales: el hecho de que Stanley no cerró las puertas de proa, el hecho de que Sabel no se asegurara de que las puertas de proa estuvieran cerradas. y Lewry saliendo del puerto sin saber si las puertas de proa estaban cerradas. Si bien la corte determinó que la causa inmediata del vuelco fue que Stanley no cerró las puertas de proa, fue muy crítico con Sabel por no estar en posición de prevenir el desastre, calificando sus acciones como "la causa más inmediata" del vuelco. 
El hecho de que Stanley estuviera dormido en el momento de la partida llevó a Sheen a examinar las prácticas laborales de Townsend Thoresen, a partir de las cuales concluyó que la mala comunicación en el lugar de trabajo y la relación de separación entre los operadores de barcos y los gerentes en tierra eran la causa principal del problema. zozobra,  e identificó una "enfermedad de descuido" y negligencia en todos los niveles de la jerarquía de la corporación.  Se desestimaron los problemas relacionados con el rompimiento de las olas en lo alto de las puertas de proa mientras estaban en camino y las solicitudes para instalar un indicador en el puente que mostrara la posición de las puertas; el primero por la actitud de que los capitanes de los barcos vendrían y "golpearían el escritorio" si un problema era realmente importante, y el segundo porque se consideró frívolo gastar dinero en equipos para indicar si los empleados no habían hecho su trabajo correctamente.
También se descubrió que el diseño del Herald of Free Enterprise fue una causa que contribuyó al vuelco. A diferencia de otros barcos, que se subdividen en compartimentos estancos, las cubiertas para vehículos de los barcos RORO son normalmente contiguas: cualquier inundación en estas cubiertas permitiría que el agua fluyera a lo largo del barco. Este problema se había identificado ya en 1980, tras las pérdidas de Seaspeed Dora y Hero en junio y noviembre de 1977, respectivamente.  La necesidad de ajustar el asiento de la proa del barco para utilizar las instalaciones portuarias en Zeebrugge y la falta de reajuste antes de la salida fue otro factor en el vuelco. 
En octubre de 1983, el barco hermano del Herald of Free Enterprise , Pride of Free Enterprise, zarpó de Dover a Zeebrugge con las puertas de proa abiertas, después de que su contramaestre asistente se durmiera. [13] Por lo tanto, se creía que dejar las puertas de proa abiertas por sí solas no debería haber provocado el vuelco del barco. Sin embargo, las pruebas realizadas por el Instituto Marítimo Danés después del accidente encontraron que una vez que el agua comenzara a entrar en la cubierta del vehículo de un RORO, era probable que la embarcación zozobrara en 30 minutos, mientras que otras pruebas mostraron que la falta de subdivisión hermética (que era común en otras embarcaciones) permitió que el peso del agua fluyera libremente y aumentara la probabilidad de zozobra. [20]
Otro factor que contribuyó al vuelco fue el " efecto de sentadilla ". Cuando una embarcación está navegando, el movimiento debajo de ella crea baja presión, lo que tiene el efecto de aumentar el calado de la embarcación.. En aguas profundas el efecto es pequeño pero en aguas poco profundas es mayor, porque a medida que el agua pasa por debajo se mueve más rápido y hace que el calado aumente. Esto redujo el espacio libre entre las puertas de proa y la línea de flotación a entre 1,5 metros (4,9 pies) y 1,9 metros (6,2 pies). Después de extensas pruebas, los investigadores encontraron que cuando el barco viajaba a una velocidad de 18 nudos (33 km / h), la ola era suficiente para engullir las puertas de proa. Esto provocó un "cambio de paso": si el barco hubiera navegado a menos de 18 nudos y no en aguas poco profundas, la gente en la cubierta del automóvil probablemente habría tenido tiempo de notar que las puertas de proa estaban abiertas y cerrarlas.

## Investigación
En octubre de 1987, un médico forense 's investigación del jurado en los veredictos zozobra devueltos de homicidio ilegítimo . Siete personas involucradas en la compañía fueron acusadas de homicidio por negligencia grave, y la compañía operadora, P&O European Ferries (Dover) Ltd, fue acusada de homicidio corporativo, pero el caso colapsó después de que el juez Turner ordenó al jurado que absolviera a la compañía y a los cinco. la mayoría de los acusados individuales de alto rango. Sin embargo, sentó un precedente de que el homicidio corporativo es un delito conocido por la ley de Inglaterra y Gales. El desastre fue uno de varios que influyeron en el pensamiento que condujo a la Ley de Divulgación de Interés Público de 1998.

## Consecuencias

### Inmediato
MS Herald of Free Enterprise 

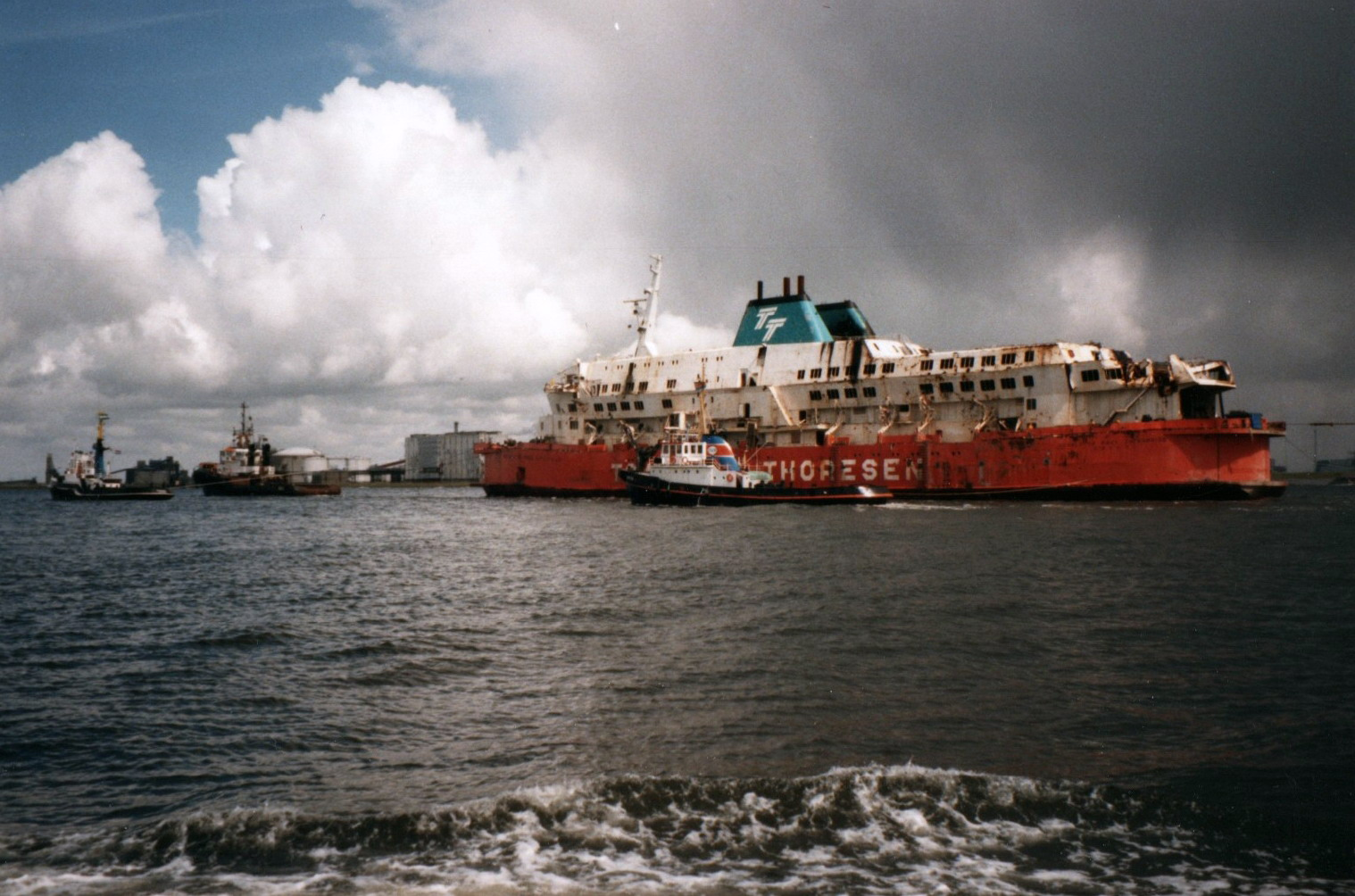
El MS Herald of Free Enterprise es remolcado al puerto de Vlissingen después de reflotarlo, mayo de 1987.

Una operación de salvamento, realizada por la compañía holandesa Smit-Tak Towage and Salvage (parte de Smit International), se embarcó casi de inmediato para reflotar el barco. La operación, que incluyó el parbuckling, concluyó con éxito a fines de abril de 1987, lo que permitió retirar los cuerpos restantes atrapados bajo el agua. El barco fue remolcado a Zeebrugge y luego a través del Escalda Occidental hasta el astillero de De Schelde en Vlissingen (Flushing, Países Bajos), donde se decidió su destino. Originalmente se asumió que podría ser reparada y continuar navegando. Sin embargo, no se encontró ningún comprador; fue vendida a Compañía Naviera SA de Kingstown , San Vicente y las Granadinas, para desguace. Fue rebautizada como Flushing Range y se pintó la marca Townsend Thoresen antes de su última navegación a Kaohsiung , Taiwán , para su desguace.  Comenzó su último viaje el 5 de octubre de 1987, junto con MV Gaelic , remolcado por el remolcador holandés Markusturm .  El viaje se interrumpió durante cuatro días cuando los barcos se encontraron con la Gran Tormenta de 1987 frente al Cabo Finisterre , donde el Herald of Free Enterprise quedó a la deriva después de que se partiera el cable de remolque. se reanudó el 19 de octubre de 1987. El casco comenzó a desintegrarse mientras estaba frente a las costas de Sudáfrica el 27 de diciembre de 1987, y tuvo que ser remolcado a Port Elizabeth el 2 de enero de 1988 para someterse a reparaciones temporales que le permitieran continuar su viaje. Finalmente llegó a Taiwán el 22 de marzo de 1988. El buque fue desguazado por completo a fines de 1998. 
La marca Townsend Thoresen se había visto inevitablemente en la televisión y en los periódicos de todo el mundo. P&O rápidamente decidió cambiar la marca de la empresa como P&O European Ferries , volver a pintar los cascos rojos de la flota en azul marino y eliminar el logotipo TT de los embudos. [39]

### Largo plazo
El vuelco del Herald of Free Enterprise provocó el recuento de muertes más alto de cualquier desastre marítimo en tiempos de paz que involucre a un barco británico desde el hundimiento del HMY Iolaire el 1 de enero de 1919 cerca de Stornoway , Isla de Lewis , donde al menos 205 perecieron de los 280 a bordo.
Desde el accidente, se han realizado varias mejoras en el diseño de este tipo de embarcaciones. Estos incluyen indicadores que muestran el estado de las puertas de proa en el puente, rampas estancas que se instalan en las secciones de proa de la parte delantera del barco y "flaps de liberación" para permitir que el agua escape de la cubierta de un vehículo en caso de inundación. El reglamento del Convenio Internacional para la Seguridad de la Vida Humana en el Mar se modificó en 1990 para exigir 125 centímetros (49 pulgadas ) de francobordo (en el caso de los buques RORO, definido como la altura entre la cubierta del vehículo y la línea de flotación) para todos los RORO nuevos. , en lugar de los 76 centímetros (30 pulgadas) anteriores. Algunas embarcaciones omiten por completo la configuración de la puerta de proa y los vehículos entran y salen solo por las puertas traseras. Existen nuevas regulaciones de la Organización Marítima Internacional (OMI) que prohíben una cubierta abierta (no dividida) de esta longitud en un buque de pasajeros RORO. 
Ninguna de las dos naves gemelas del Herald of Free Enterprise sigue operativa; el antiguo Spirit of Free Enterprise se amplió para aumentar su capacidad de carga durante el tiempo que estuvo bajo la bandera de P&O en una operación de reconstrucción total y prolongada y se desechó en 2012. Pride of Free Enterprise todavía estaba más o menos tal como se construyó; fue desguazada en 2015. 

## Filmografías
- Este incidente marítimo fue presentado en el programa de televisión segundos Catastróficos, titulado "Desastre en el puerto de Zeebrugge", transmitido en National Geographic Channel.
- El director de cine Krzysztof Kieślowski fue criticado por usar imágenes del desastre como parte de la conclusión de su película Three Colors: Red que unió la trilogía Three Colors, aunque no está claro si realmente lo hizo.

- En el Reino Unido, un grupo conjunto llamado Ferry Aid lanzó un disco benéfico de la canción "Let It Be", de The Beatles.

- Nicholas Ridley , un ministro del gobierno en ese momento, fue criticado por aludir al accidente (mientras hablaba sobre otro tema) el 10 de marzo de 1987. Se le citó diciendo que "aunque es el piloto del proyecto de ley [parlamentario], no consiguió abrir las puertas de proa". Se disculpó por el comentario.

- En 2007, el cantante belga Jonathan Vandenbroeck, más conocido como Milow,  lanzó una canción para conmemorar el vigésimo aniversario de la tragedia. Titulada "Herald of Free Enterprise", la canción se hace eco de los eventos de la noche y apareció en su álbum de 2009 Milow.

- El desastre también apareció en un episodio de "Deadly Engineering" (Temporada 1, Episodio 5) en The Science Channel.

- El 1 de julio de 2014, The History Press publicó un libro titulado Ninety Seconds at Zeebrugge: The Herald of Free Enterprise Story ( ISBN  9780752497839 ), que cuenta la historia del desastre y sus consecuencias. Una segunda edición, actualizada para reflejar el trigésimo aniversario, se publicó el 1 de marzo de 2018 ( ISBN 978-0750985819 ).

- St Mary's Church, Dover alberga un monumento permanente al desastre. En el pueblo de St Margaret's en Cliffe, hay una vidriera dedicada a tres de los tripulantes que murieron durante el desastre, Bob Crone, Bryan Eades y Graham Evans. El vuelco del barco se utiliza como ejemplo estándar del efecto de superficie libre en los manuales de náutica que tratan de la estabilidad.